# Cynthia Stevenson
Cynthia Stevenson (Piedmont, 2 augustus 1962) is een Amerikaans actrice. Ze won samen met de gehele cast van Happiness (1998) een NBR Award van de Amerikaanse National Board of Review en kreeg voor haar bijrol in Air Bud: Seventh Inning Fetch (2002) een DVD Exclusive Award.
Stevenson had al zes jaar ervaring met acteren in televisiefilms en -series toen ze in 1992 op het grote scherm debuteerde in het met filmprijzen overladen The Player. Ook hierna bleef ze veelvuldig actief in de televisiewereld. Zo speelde Stevenson onder meer in 22 van de 33 gemaakte afleveringen van de komedieserie Bob (1992-93), een hoofdrol in Hope & Gloria (1995-96), in 29 episodes van Oh Baby (1998-2000), in beide seizoenen van Dead Like Me en 27 keer in Men in Trees (2006-08).
Stevenson trouwde in 1992 met cameraman Tom Davies. Op 29 januari 1997 beviel ze van hun eerste kind, zoon Frank Huston Davies.

## Filmografie
*Exclusief televisiefilms
- Baja (2018)
- Tiger Eyes (2012)
- Jennifer's Body (2009)
- Case 39 (2009)
- I Love You, Beth Cooper (2009)
- Reunion (2009)
- Dead Like Me: Life After Death (2009)
- Snow Buddies (2008)
- Full of It (2007)
- Air Buddies (2006)
- Neverwas (2005)
- Agent Cody Banks 2: Destination London (2004)
- Air Bud: Spikes Back (2003)
- Agent Cody Banks (2003)
- Air Bud: Seventh Inning Fetch (2002)
- Air Bud: Golden Receiver (1998)
- Happiness (1998)
- Home for the Holidays (1995)
- Live Nude Girls (1995)
- Forget Paris (1995)
- Watch It (1993)
- The Player (1992)

## Televisieseries
*Exclusief eenmalige (gast)rollen
- How to Get Away with Murder - Pam Walsh (2018-2019, vier afleveringen)
- Your Family or Mine - Jan (2015, vijf afleveringen)
- Little Horribles - Mom (2013, twee afleveringen)
- Life Unexpected - Laverne Cassidy (2010, vijf afleveringen)
- Surviving Suburbia - Anne Patterson (2009, dertien afleveringen)
- Men in Trees - Celia Bachelor (2006-2008, 27 afleveringen)
- According to Jim - Cindy Devlin (2003-2007, vier afleveringen)
- The L Word - Roberta Collie (2006, drie afleveringen)
- Dead Like Me - Joy Lass (2003-2004, 28 afleveringen)
- Oh Baby - Tracy Calloway (1998-2000, 44 afleveringen)
- Hope & Gloria - Hope Davidson (1995-1996, 35 afleveringen)
- Bob - Trisha McKay (1992-1993, 33 afleveringen)
- My Talk Show - Jennifer Bass (1990, drie afleveringen)
- Cheers - Doris (1989, twee afleveringen)

- Bibliothèque nationale de France: cb14230029d (data)
- International Standard Name Identifier: 0000 0000 4572 939X
- Library of Congress Control Number: no99054556
- Nationale Bibliotheek van Israël: 987007350435605171
- Virtual International Authority File: 19892658
- WorldCat: E39PBJtrV9tKRVQdPQt7G3vGpP